# 11688 Amandugan
11688 Amandugan este un asteroid din centura principală de asteroizi.

## Descriere
11688 Amandugan este un asteroid din centura principală de asteroizi. A fost descoperit pe 20 martie 1998 la Socorro, New Mexico, în cadrul proiectului LINEAR. Asteroidul prezintă o orbită caracterizată de o semiaxă mare de 2,30 ua, o excentricitate de 0,04 și o înclinație de 3,7° în raport cu ecliptica.